# Hatsune Miku: Colorful Stage!
Hatsune Miku: Colorful Stage!, noto in Asia come Project Sekai: Colorful Stage! impresa. Hatsune Miku (プロジェクトセカイ カラフルステージ！ feat.初音ミク?, Purojekuto Sekai Karafuru Sutēji! fīcharingu Hatsune Miku), è un rhythm game mobile giapponese sviluppato da Colorful Palette, uno studio di CyberAgent's Craft Egg, e pubblicato da Sega Corporation. Il gioco è uno spin-off della serie Hatsune Miku: Project DIVA di Sega e presenta i cantanti virtuali di Crypton Future Media Hatsune Miku, Megurine Luka, Kagamine Rin e Len, MEIKO e KAITO, insieme al cast di 20 personaggi umani originali che sono divisi in cinque unità, ciascuna con un tema unico. Ambientato nel mondo reale in cui Virtual Singers esiste solo come finzione, i personaggi si imbattono in un altro mondo chiamato "Sekai", dove vengono proiettati vari "veri sentimenti". Il gioco è stato pubblicato per i dispositivi Android e Apple il 30 settembre 2020. È stato sviluppato con Unity e utilizza il motore Piapro Studio NT per la sintesi vocale.
Il gioco ha raggiunto 5 milioni di giocatori a luglio 2021. Sega ha pubblicato una versione tradotta in lingua inglese del gioco in tutto il mondo il 7 dicembre 2021. Una versione in cinese tradizionale per Taiwan, Hong Kong e Macao, pubblicata da Ariel Network, è stata distribuita il 30 settembre 2021. Una versione in Coreano è stata resa disponibile il 20 maggio 2022 in Corea del Sud, pubblicata da Nuverse.

## Controversie
L'episodio 6 della serie mini-anime Petit Sekai intitolato "Petit Sekai: Leo/need Style", trasmesso per la prima volta su YouTube all'inizio del 2022, è stato accusato da alcuni utenti americani sui social-media di "fare/promuovere il blackface" e di "appropriazione culturale" a causa di una scena ispirata al Ganguro percepita come blackface. Il giorno successivo, l'episodio è stato rimosso a tempo indeterminato e sull'account Twitter ufficiale sono state caricate le scuse pubbliche sia in inglese che in giapponese. La rimozione dell'episodio è controversa e molti fan del gioco e della serie, sia giapponesi che americani, soprattutto giapponesi, sono rimasti delusi dalla decisione dell'azienda, con alcuni che hanno rimproverato SEGA per "essersi inginocchiata" (bent the knee) e di aver "ascoltato un branco di indignati utenti occidentali di Twitter che insistono sul fatto che tutti dovrebbero rispettare le culture straniere mentre allo stesso tempo applicano e impongono i propri pregiudizi, visioni, puritanesimo e imperialismo contro i media e le subculture straniere". L'episodio è stato ricaricato su YouTube il 15 marzo 2022 con alcune modifiche, rimuovendo la tipica abbronzatura e make-up Ganguro e anche gli oggetti tribali. Questa mossa di SEGA è stata molto criticata, con i fan di entrambe le parti sopracitate che l'hanno vista come un attacco imperialista, ignorante, ipocrita e bigotto alla cultura e alle subculture giapponesi.

## Adattamenti
Il 17 gennaio 2025 è uscito nelle sale giapponesi il film Gekijōban Purojekuto Sekai: Kowareta Sekai to Utaenai Miku, tratto da Hatsune Miku: Colorful Stage! Il film è stato diretto da Hiroyuki Hata presso lo studio P.A. Works.